# Brezklaso lisičje
Brezklaso lisičje (znanstveno ime Huperzia selago) je lisičjakovka, ki razvije pokončna, pravilno dihotomno razvita, razvejana stebla z enako dolgimi stranskimi poganjki. Razvije trofofile in sporofile, ki so medsebojno enaki, linearni, dolgi od 6 do 9 mm, redkeje so zaviti nazaj s calim ali rahlo nazobčanim robom. Vrhovi so zašiljeni, sporangiji so relativno veliki, ledvičaste oblike, odpirajo se na temenu, najdemo jih v podpazduhi sporofilov. Razporejeni so vzdolž celega stebla in so zgoščeni pri vrhu poganjka. Spore so okroglasto tetraedrične, mrežasto rebraste.

## Rastišča lisičja
Raste na rahlih humoznih zemljiščih od hribovskega do subalpskega pasu. V Alpah ga najdemo tudi na višinah nad 2000 metrov. Najdemo ga v številnih acidofilnih skupnostih rastlin. Pojavlja se tudi na odprtih rastiščih v vegetaciji gorskih pašnikov. Na gorskih pašnikih je bolj pogosto zastopana forma appresa, ki ima ob steblo tesno prilegajoče kratke lističe. 